# Damian Marley

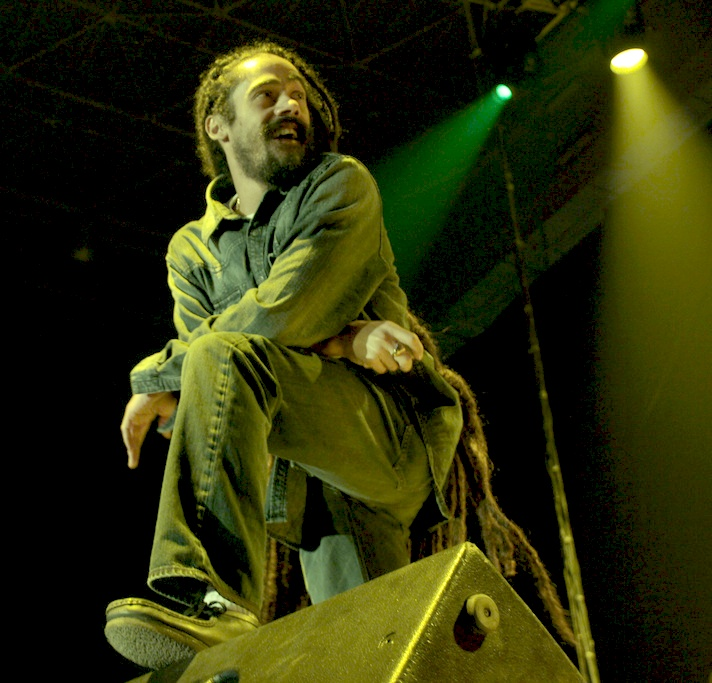
Damian Marley

Damian Robert Nesta „Junior Gong” Marley (n. 21 iulie 1978, Kingston, Jamaica) este un cântăreț reggae câștigător a trei premii Grammy și cel mai mic fiu al legendei muzicii reggae, Bob Marley.
Mama sa este Cindy Breakspeare, Miss World 1976. Damian Marley este fiul ce i-a călcat pe urme tatălui său Bob Marley.
Numele de scenă lui Damian este Junior Gong, care derivă din cel al tatălui său `Tuff Gong`.
La vârsta de 13 ani și-a început cariera muzicală. Genul pe care îl abordează el este raggae, variantă jamaicană a rapului, iar stilul de dans abordat pe acest gen este Dancehall-ul. 
Până în 2005, Damian Marley a lansat trei albume. Primul sau disc `Mr. Marley` a ieșit pe piață în 1996, cel de-al doilea `Halfway Tree` în 2001, iar cel de-al treilea `Welcome To Jamrock` în septembrie 2005.  
„Halfway Tree” i-a adus artistului premiul Grammy pentru cel mai bun album reggae în 2002, iar în februarie 2006 Damian Marley a mai primit două premii Grammy pentru discul „Welcome to Jamrock` - care a fost ales cel mai bun album reggae și pentru melodia „Welcome to Jamrock” la categoria `Best Urban/Alternative Performance`. O melodie a să care a ajuns la FIFA 09 este "Something for you-one loaf of bread". 
Pe 17 mai 2010 este programat să apară albumul Distant Relatives, o colaborare între Damian Marley și rapperul Nas. Sound-ul acestui album este dat de o fuzine dintre reggae și hip-hop. Tema albumului este legată de relația dintre Damian Marley și Nas, amândoi provenind din același neam mai exact de pe continentul african. 
În 2012 a colaborat cu Skrillex în Make it Bun Dem. 
La fel ca tatăl și restul familiei Marley, Damian este adept al rastafari (un curent religios) și își ghidează viața și muzica după principiile acestui curent: dragoste, o singură planetă și libertate pentru toată lumea.  